# Saint-Raymond
Pour les articles homonymes, voir Église Saint-Raymond, Jean Saint-Raymond, Laure Saint-Raymond et Musée Saint-Raymond.
Saint-Raymond, ou de manière informelle Saint-Raymond-de-Portneuf, est une ville du Québec (Canada), située dans la municipalité régionale de comté (MRC) de Portneuf, dans la région administrative de la Capitale-Nationale. 

## Toponymie
La ville tire son nom de la paroisse canonique qui y est érigée en 1842, Saint-Raymond-Nonnat. Le nom honore Raymond Nonnat, un cardinal catalan.
La municipalité de paroisse érigée en 1845 conserve le nom de la subdivision ecclésiastique jusqu'en 1958; la particule « Nonnat » est alors abandonnée. La municipalité de village, détaché de la municipalité de paroisse en 1898, adopte également la forme raccourcie « Saint-Raymond ». La ville née de la réunion des deux entités en 1995 qui adopte alors  la forme courte.
On rencontre parfois le nom informel Saint-Raymond-de-Portneuf en référence au comté, puis à la municipalité régionale du comté, dans lesquels est successivement située la ville.

## Histoire

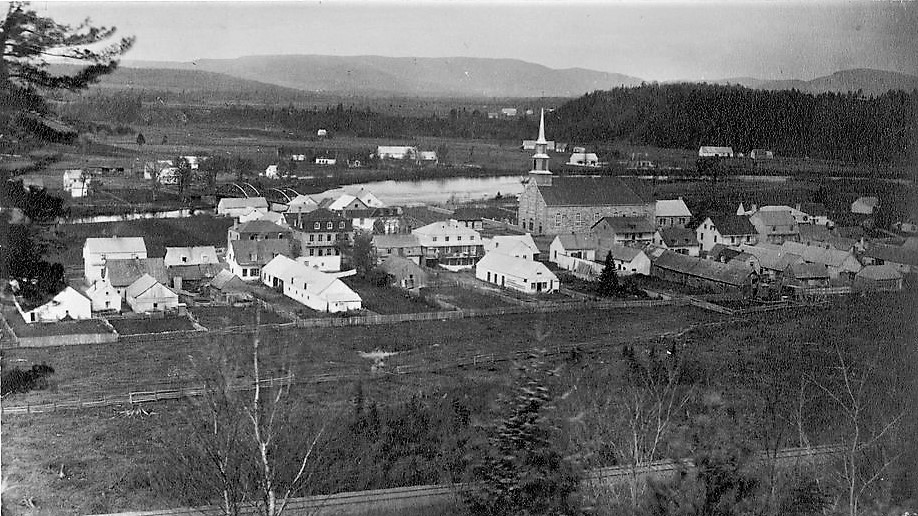
Le village à la fin du XIXe siècle

Aux xviie siècle et xviiie siècle, après leur défaite contre les Iroquois, le peuple Wendats s'installent dans la seigneurie de Bourg-Louis et dans les cantons de Gosford, Roquemont et Colbert pour y pratiquer la chasse, la cueillette  des petits fruits et la pêche.
Des allochtones en provenance de L'Ancienne-Lorette s'installent dès 1830 sur ce territoire. Une paroisse catholique est fondée en 1842 ou vers 1843 et une paroisse civile est érigée trois ans plus tard. Les quatre premières familles à s'établir dans le territoire qui deviendra Saint-Raymond furent celles de Jason Déry dit le rameur,Alexis Cayer, le capitaine Pierre Plamondon et Pierre Duplain [réf. nécessaire].

## Géographie
La ville est située de part et d'autre de la rivière Sainte-Anne, à 25 km au nord de Donnacona. Localisée au centre de la MRC de Portneuf.
La ville compte une petite aire urbaine principale située au sud-ouest du territoire ainsi qu'un bon nombre de secteurs résidentiels et de villégiature :
- Bourg-Louis ou Bourg-Louis-Station, un hameau à vocation résidentielle, aggloméré au croisement de l'ancienne voie ferrée du Canadien National et du chemin du Bourg-Louis[2];
- Chute-Panet, un hameau à autrefois à vocation industrielle, établi en 1905 autour des installations de la défunte Compagnie de papier Saint-Raymond[3];
- Les domaines des Bouleaux et Val-des-Pins, quartiers résidentiels situés au sud du noyau urbain et à l'ouest de Bourg-Louis[4],[5];
- Les hameaux et secteurs de villégiature de Lac-Alain[6] et Lac-Rita[7], Lac-Sept-Îles[8], Pine Lake[9], Plage-Cantin[10], Plage-Nando ou Place-Nando[11] et Rivière-Mauvaise[12].

### Topographie
L'aire urbaine principale de Saint-Raymond est située au creux de la vallée de la rivière Sainte-Anne.

### Hydrographie

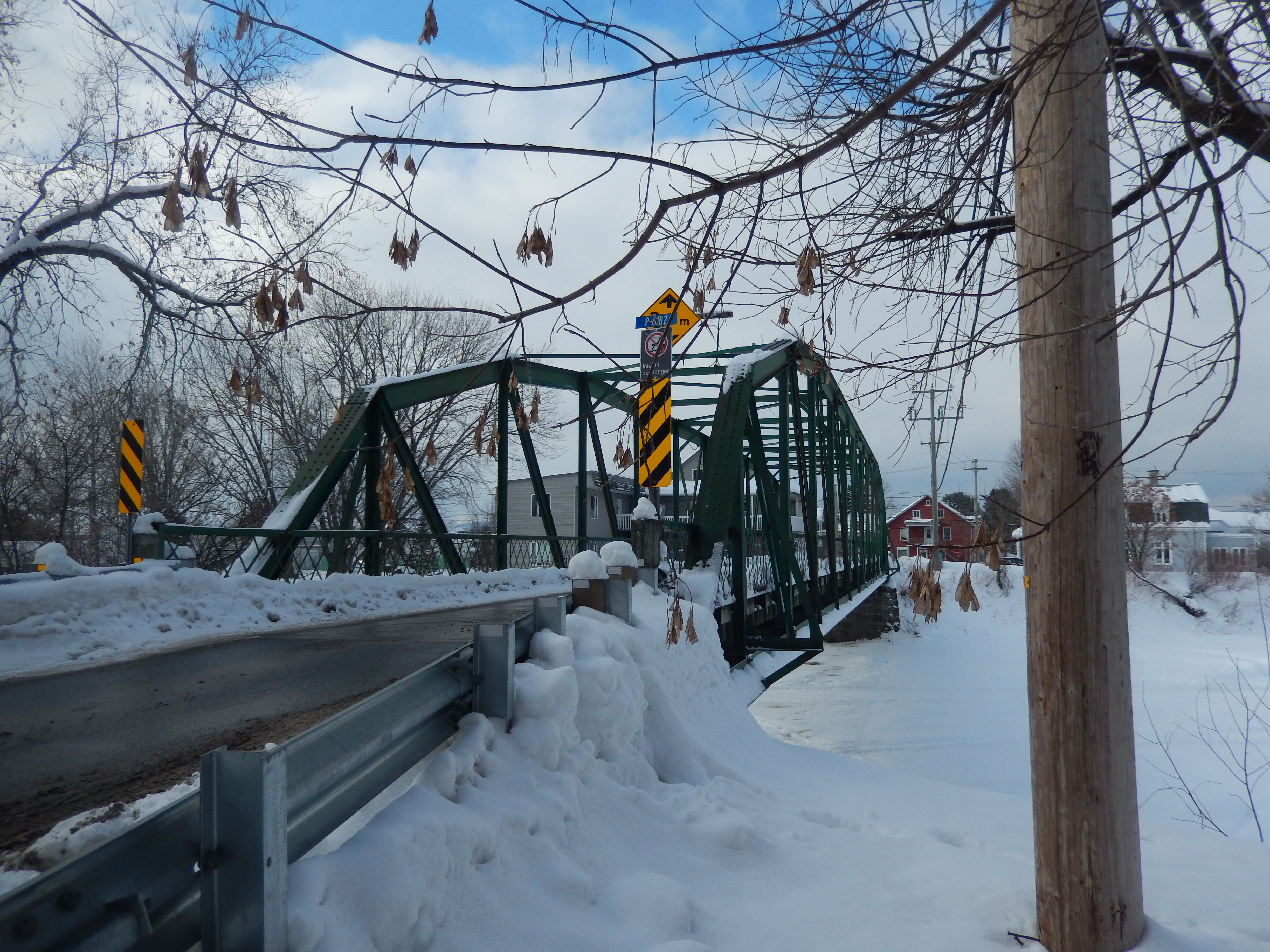
Pont sur la rivière Sainte-Anne, Saint-Raymond

La rivière Sainte-Anne draine l'essentiel du territoire. Le bras du Nord est un affluent de la Sainte-Anne qui coule dans la portion nord du territoire, s'écoulant du nord au sud.
À partir du lac des Îles, dans le nord-ouest, la rivière Mauvaise coule vers le sud-est jusqu'à sa confluence avec le bras du Nord.
La rivière Sainte-Anne Ouest traverse la municipalité du nord vers le sud jusqu'à sa confluence avec la rivière Sainte-Anne. 
La rivière Neilson coule du nord-est vers le sud-ouest jusqu'à sa confluence avec la rivière Sainte-Anne.
À partir de son crénon, dans le nord-est, la rivière de la Roche Plate coule vers le sud-ouest jusqu'à sa confluence avec la rivière Sainte-Anne.
À partir du lac Lavinia, dans le nord-est, la rivière Verte coule vers le sud-ouest jusqu'à sa confluence avec la rivière Sainte-Anne.
La rivière Talayarde la traverse du nord-est vers le sud jusqu'à sa confluence avec la rivière Sainte-Anne.
À partir du lac Sept Îles, dans le sud-est, la rivière Portneuf y coule vers le sud.
Saint-Raymond est « généreusement arrosé[e] par une multitude de petits lacs, surtout concentrés dans sa partie nord ».

### Transports
Le territoire de Saint-Raymond est traversé par les routes régionales 354, 365 et 367, qui permettent de rejoindre Sainte-Anne-de-La-Pérade, Cap-Santé, Rivière-à-Pierre et Saint-Augustin-de-Desmaures.
Un chemin de fer qui reliait autrefois Québec à Rivière-à-Pierre, puis au lac Saint-Jean a été converti en piste cyclable.
Des chemins forestiers donnent accès à la ZEC Batiscan-Neilson et à la réserve faunique des Laurentides, au nord du territoire.

## Démographie
En 2021, la ville de Saint-Raymond a une population de 11 108 habitants. L'aire urbaine compte environ 3 000 habitants et le reste de la population est disséminé sur le territoire rural, dans les hameaux et dans les secteurs résidentiels périurbains.
| 1996  | 2001  | 2006  | 2011  | 2016   | 2021   |
| ----- | ----- | ----- | ----- | ------ | ------ |
| 8 733 | 8 836 | 9 273 | 9 615 | 10 358 | 11 108 |

## Administration
Les élections municipales se font en bloc pour le maire et les six conseillers.
| Saint-Raymond Maires depuis 2001                                                                                     |                     |         |          |
| Élection | Maire               | Qualité | Résultat |
| 2001 | Gérald Saint-Pierre |         | Voir     |
| 2005 | Rolland Dion        |         | Voir     |
| 2009 | Rolland Dion        | Voir    |          |
| 2011 | Daniel Dion         |         | Voir     |
| 2013 | Daniel Dion         | Voir    |          |
| 2017 | Daniel Dion         | Voir    |          |
| 2021 | Claude Duplain      |         | Voir     |
| Élection partielle en italique Depuis 2005, les élections sont simultanées dans toutes les municipalités québécoises |                     |         |          |

## Devise et symboles
La devise de Saint-Raymond est « Pax in veritæ »[réf. nécessaire].
Le nombre élevé de concessionnaires automobiles vaut à la ville le sobriquet de « Ville de l'automobile ».

### Héraldique
| Pax in veritate |
| --------------- |

| L'écu de Saint-Raymond se blasonne ainsi : D'azur au gousset de gueules chargé d'une croix fleurdelysée d’or, le tout accompagné à dextre d'une colombe éployée descendante d’argent tenant dans son bec un rameau d’olivier de sinople fruité de gueules et à sénestre d'une anille d’argent, à une rivière d'argent à la pointe brochant sur le tout. |

## Économie
L'économie de Saint-Raymond est partagée entre les secteurs primaire, secondaire et tertiaire. Sur le plan industriel, on compte des entreprises de transformation du bois (scierie, charbonniers), dont la ressource est abondante dans la région.
L'industrie du cuir occupe aussi une place importante.
L' Véritable petite capitale régionale, Saint-Raymond a comme ressource essentielle le bois. Les principales gloires de Saint-Raymond-de-Portneuf, comme on identifie encore couramment l'endroit, sont le sculpteur Louis Jobin (1845-1928) et monseigneur Alexandre Vachon (1885-1953), directeur de l'École supérieure de chimie de l'Université Laval, de 1918 à 1939, année où il accède au poste de recteur de cette institution. Le parolier Luc Plamondon est aussi originaire de l'endroit.

## Loisirs et culture

### Activités

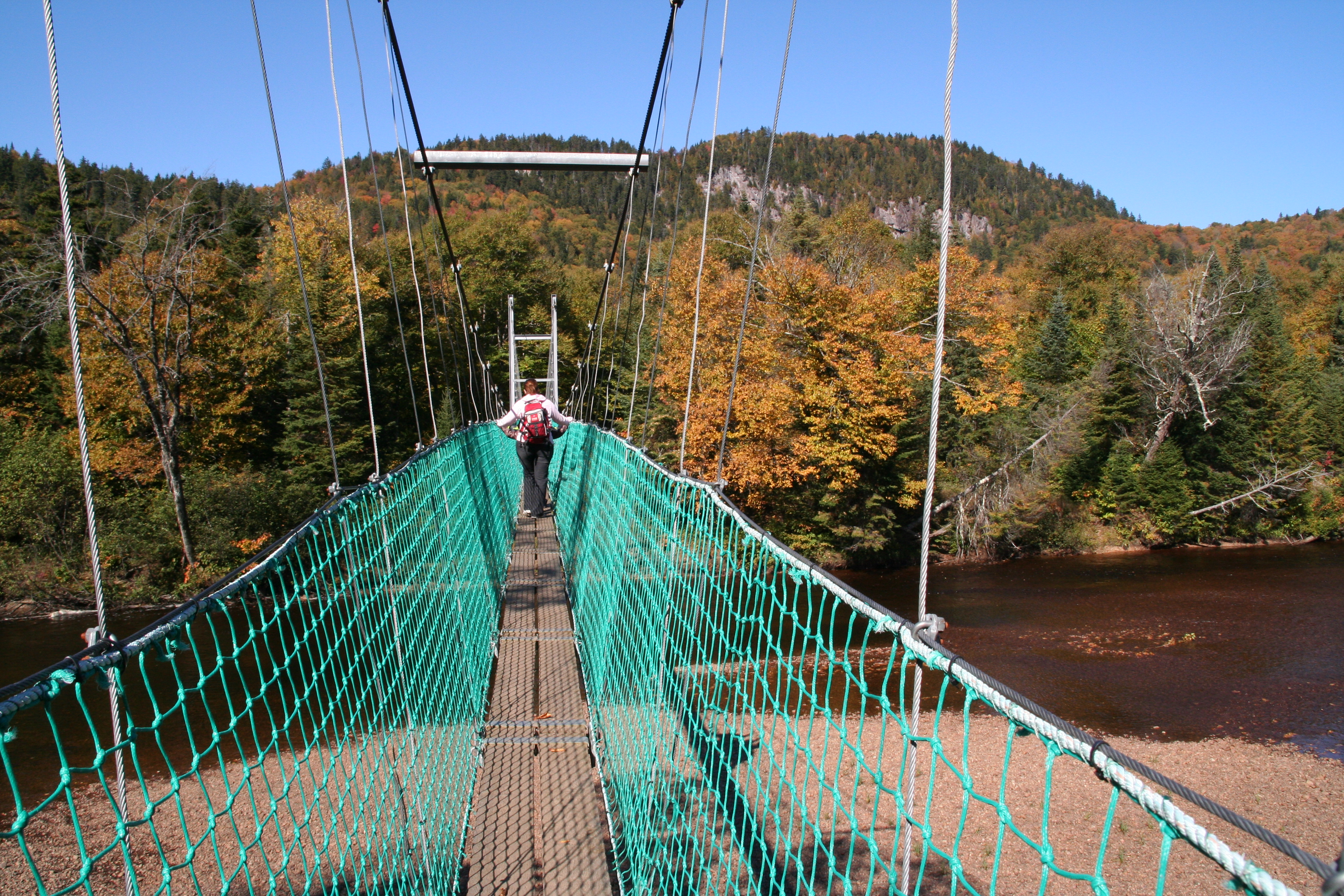
La Vallée Bras-du-Nord, secteur Saint-Raymond

Saint-Raymond est connue pour la piste cyclable Jacques Cartier–Portneuf (68 km de longueur entre Shannon et Rivière-à-Pierre) ainsi que pour les nombreuses pistes de motoneige.
Le lac Sept-Îles est un important centre de villégiature situé au nord-est de l'agglomération.
La rivière Bras-du-Nord est un affluent de la rivière Sainte-Anne. Une portion de sa vallée située à 10 km au nord de la ville est renommée pour sa beauté sauvage. On peut y faire du canot ou du kayak, de la randonnée pédestre, du vélo de montagne et d'autres activités. Une coopérative locale gère le site et offre des forfaits.
Il s'y tient aussi un festival qui a pour nom le Festival forestier Saint-Raymond (La Grosse Bûche). Les Trois Accords, Andrée Watters, Kaïn et plusieurs autres sont passés sur leur scène. Plusieurs activités pour toute la famille sont organisées chaque année. Ce festival a lieu au mois de juillet.

## Services
Le Centre multifonctionnel Rolland-Dion permet de promouvoir les artistes locaux et professionnels de tout acabit. Possédant 6 salles de différentes grandeurs, le Centre multifonctionnel Rolland-Dion a déjà accueilli plusieurs célébrités tels que Peter MacLeod, Michel Barrette et David Thibault.

## Jumelage
- Mirebeau (France)

## Personnalités liées
Le sculpteur Louis Jobin est originaire de Saint-Raymond, tout comme le parolier Luc Plamondon et le recteur de l'Université Laval Alexandre Vachon. Claude Duplain occupe tour à tour les fonctions de député fédéral de Portneuf―Jacques-Cartier et de maire de la ville. Parmi les personnalités raymondiennes, on compte aussi :

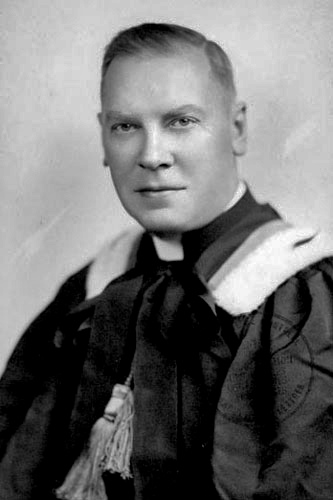
Alexandre Vachon

- Hermann Barrette, né à Saint-Raymond et député de Terrebonne
- Joseph Bernard, vitrailliste, né à Saint-Raymond
- Vincent Caron, homme d'affaires établi à Saint-Raymond et député de Portneuf
- Louis Corriveau, curé de Saint-Raymond puis évêque
- Jules Desrochers, maire de Saint-Raymond et député de Portneuf
- Rolland Dion, né à Saint-Raymond et député de Portneuf
- Claude Duplain, né à Saint-Raymond et député de Portneuf
- Réjean Genest, né à Saint-Raymond et député de Shefford
- Agathe Génois, romancière, née à Saint-Raymond
- Gatien Moisan, artiste-peintre, né à Saint-Raymond
- Lucien Plamondon, né à Saint-Raymond et député de Portneuf
- David Thibault, chanteur